# 石鳥谷バイパス
石鳥谷バイパス（いしどりやバイパス）は、国道4号のバイパス道路である。

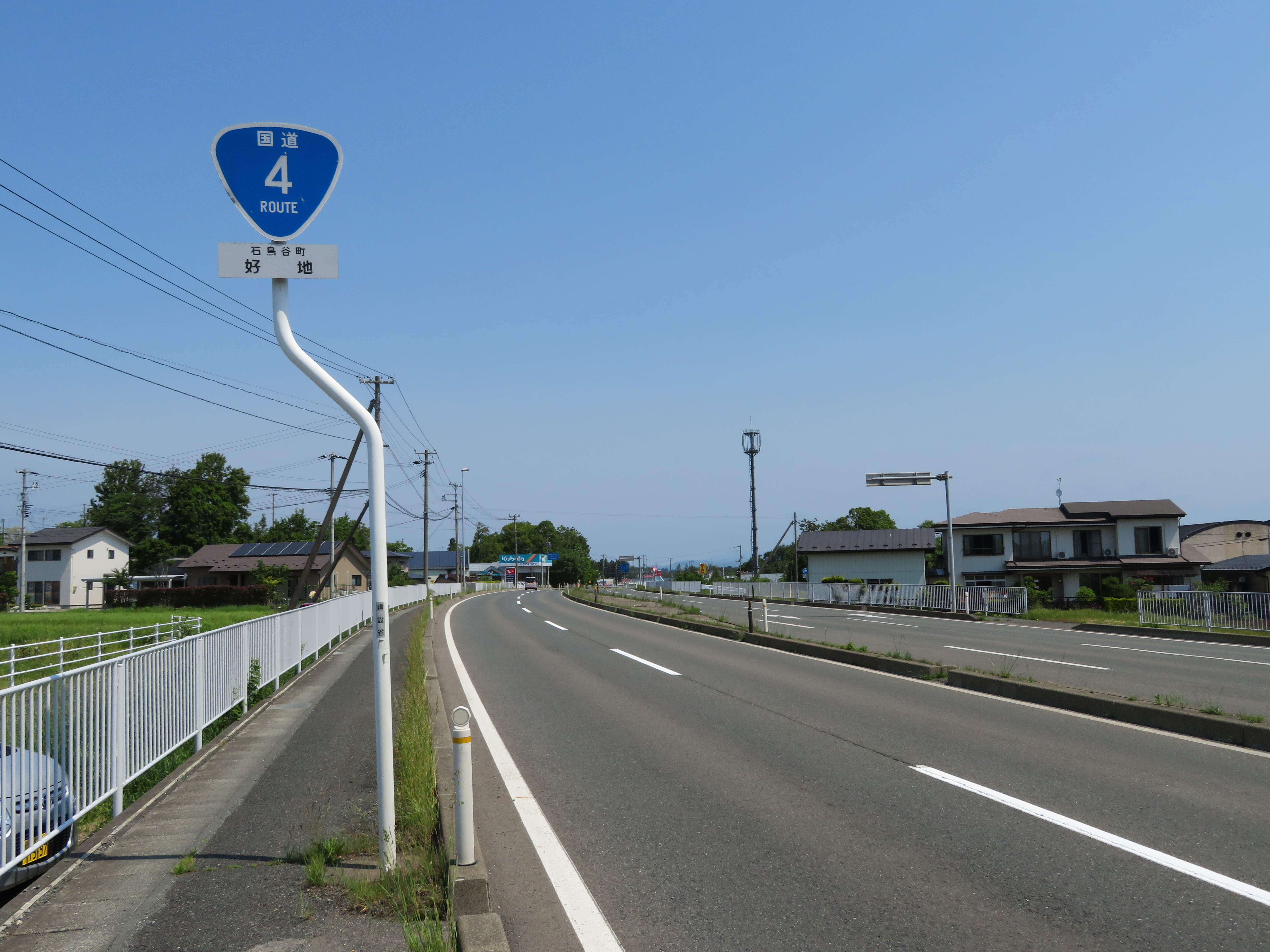
花巻市石鳥谷町好地付近

## 概要
花巻市石鳥谷地区（旧石鳥谷町）中心部の交通渋滞緩和のため、1976年（昭和51年）9月に開通。旧ルートは岩手県道265号中寺林犬渕線に格下げされている。
全面アスファルト舗装（一部排水性舗装施工）。開通当初は全区間片側1車線だったが、交通量の急激な増加に伴い片側2車線化工事及び歩道拡幅が進められていた（2010年1月時点で当バイパスの片側1車線区間はJR東北本線石鳥谷北・石鳥谷南両跨線橋付近の僅か数kmのみとなり、将来の全区間4車線化に向けて当該区間も片側2車線化工事開始）。2012年春頃に当バイパス全ての拡張工事は完了し、現在は滝沢市の岩手産業文化センター付近から花巻東B.P.北口交差点まで連続片側2車線となっている。
- 起点：岩手県花巻市石鳥谷町西中島
- 終点：岩手県紫波郡紫波町犬淵（平和大病院北側）

## 交差する道路など
| 施設名                       | 接続路線など                  | 車線数 （供用/計画） | 最高速度 (km/h) | 所在地 | 所在地       |
| ---------------------------- | ----------------------------- | -------------------- | --------------- | ------ | ------------ |
| 国道4号 水沢・北上方面へ直通 |                               |                      |                 |        |              |
| 石鳥谷B.P.南口               | 岩手県道265号中寺林犬渕線     | 4/4                  | 60km/h          | 岩手県 | 花巻市       |
| 石鳥谷南跨線橋               | JR東北本線                    | 4/4                  | 60km/h          | 岩手県 | 花巻市       |
| 道の駅石鳥谷                 |                               | 4/4                  | 60km/h          | 岩手県 | 花巻市       |
| 石鳥谷                       | 岩手県道109号石鳥谷花巻温泉線 | 4/4                  | 60km/h          | 岩手県 | 花巻市       |
| 好地                         | 岩手県道102号石鳥谷大迫線     | 4/4                  | 60km/h          | 岩手県 | 花巻市       |
| 好地北                       | 岩手県道198号志和石鳥谷線     | 4/4                  | 60km/h          | 岩手県 | 花巻市       |
| 石鳥谷北跨線橋               | JR東北本線                    | 4/4                  | 60km/h          | 岩手県 | 花巻市       |
| 犬淵                         | 岩手県道265号中寺林犬渕線     | 4/4                  | 60km/h          | 岩手県 | 紫波郡紫波町 |
| 国道4号 二戸・盛岡方面へ直通 |                               |                      |                 |        |              |

## 交通量
国土交通省道路局平成17年度道路交通センサスより
平日24時間交通量（台）
- 花巻市石鳥谷町北寺林第11地割：17,902